# Wilhelm Löffler
Wilhelm Löffler   (Basilea, 28 de juny de 1887 - Zúric, 25 de novembre de 1972) va ser un metge suís reconegut per la seva investigació sobre l'endocarditis de Loeffler i la Síndrome de Löffler.

## Història
Després d’estudiar a diverses ciutats, com Ginebra, Viena, Estrasburg i Basilea, va obtenir el seu doctorat el 1911. Després de treballar sota diversos mentors, va succeir a Otto Nägeli (1871-1938) com a professor associat de medicina interna i director de la policlínica mèdica a la institució de 1921-1937. Des de 1937-1957, va ser cap de la clínica mèdica i professor de medicina interna. Es va retirar el 1938, després de exercir de degà de la facultat mèdica durant dos anys i va continuar donant conferències regulars fins al 1971. Era conegut per ser professor solidari, sovint desafiant els seus estudiants per assegurar-se que entenien la informació i promotor del mètode científic en la medicina clínica.

## Contribucions a la medicina
L'endocarditis de Loeffler i la síndrome de Löffler són nomenats per ell.
Va promoure el cribratge de vigilància de raigs X de la tuberculosi a la població civil i militar i va ajudar efectivament a reduir el nombre de casos de tuberculosi